# Bani Agama
Bani Agama ist ein Dorf im Arrondissement Zinder III der Stadt Zinder in Niger.

## Geographie
Das von einem traditionellen Ortsvorsteher (chef traditionnel) geleitete Dorf befindet sich nordwestlich des Stadtzentrums im ländlichen Gemeindegebiet von Zinder, der Hauptstadt der gleichnamigen Region Zinder. Die umliegenden Weiler sind Toudou Kaya und Sawaya im Norden, Bani Tajaye im Osten, Bani im Süden sowie Garin Samya im Südwesten.
Wie im gesamten Gemeindegebiet von Zinder herrscht das Klima der Sahelzone vor, mit einer durchschnittlichen jährlichen Niederschlagsmenge zwischen 300 und 400 mm.

## Bevölkerung
Bei der Volkszählung 2012 hatte Bani Agama 64 Einwohner, die in 12 Haushalten lebten.

## Wirtschaft und Infrastruktur
Es gibt eine Schule im Dorf.